# Mithotyn
Mithotyn var ett svenskt viking metal-band som grundades 1992 av gitarristen Stefan Weinerhall och Christian Schütz som growlade och spelade basgitarr. Schütz lämnade dock bandet redan 1994 och ersattes av Rickard Martinsson. De övriga bandmedlemmarna var då gitarristen Karl Beckman och trummisen Karsten Larsson.
Kort efter utgivningen av tredje skivan splittrades bandet. Stefan Weinerhall och Karsten Larsson fortsatte att samarbeta i det folkinspirerade power metal-bandet Falconer, Karl Beckman startade Infernal Vengeance och Martinsson fortsatte i sitt andra band The Choir of Vengeance där Karsten Larsson också spelar.

## Medlemmar
Senaste medlemmar
- Karsten Larsson – trummor (1993–1999)
- Stefan Weinerhall – gitarr (1993–1999)
- Rickard Martinsson – basgitarr (1994–1999), sång (1998–1999)
- Karl "Kalle" Beckman – gitarr, keyboard (1994–1999)

Tidigare medlemmar
- Christian Schütz – basgitarr, sång (1993–1994)
- Heléne Blad – keyboard (1994–1995), sång (1994–1996)

## Diskografi
Demo
- Cursed Flesh (1992) (som Cerberus)
- Behold the Shields of Gold (1993)
- Meadow in Silence (1994)
- Nidhogg (1995)
- Promo '96 (1996)

Studioalbum
- In the Sign of the Ravens (1997)
- King of the Distant Forest (1998)
- Gathered Around the Oaken Table (1999)

Samlingsalbum
- Carved in Stone – The Discography (2013)